# Vuelta Ciclista Chiapas
La Vuelta Ciclista Chiapas è una corsa a tappe maschile di ciclismo su strada che si svolge in Messico ogni anno nel mese di novembre. È inserita nell'UCI America Tour, classe 2.2.
Creata nel 2008, ha fatto parte del calendario del circuito continentale UCI per le prime due edizioni. Nel 2010 è stata disputata come evento del calendario nazionale, salvo poi tornare nel calendario continentale nel 2011

## Albo d'oro
Aggiornato all'edizione 2011.
| Anno | Vincitore       | Secondo         | Terzo                 |
| ---- | --------------- | --------------- | --------------------- |
| 2008 | Gregorio Ladino | Omar Cervantes  | Carlos Lopez Gonzalez |
| 2009 | Libardo Niño    | Gregorio Ladino | Victor Niño           |
| 2010 | Mauricio Neisa  | Florencio Ramos | Wilmar Jair Pérez     |
| 2011 | Ivan Casas      | Vicente Muga    | Yeisson Delgado       |
| 2012 | non disputata   | non disputata   | non disputata         |
| 2013 |                 |                 |                       |